# Павла Вас
Павла Вас (словен. Pavla vas) — поселення в общині Севниця, Споднєпосавський регіон, Словенія. Висота над рівнем моря: 324,7 м.